# David Vela
David Vela Salvatierra (Ciudad de Guatemala, 25 de febrero de 1901-Ciudad de Guatemala, 19 de febrero de 1992). Realizó sus estudios de bachillerato en el Instituto de Varones de Oriente, donde se graduó en 1918, y luego obtuvo el título de Abogado y Notario en 1926, de la Escuela Facultativa de Derecho y Notariado de la Universidad Nacional de Guatemala. Asimismo, en 1952, la Escuela Centroamericana de Periodismo, adscrita a la Facultad de Humanidades de la Universidad de San Carlos de Guatemala, le reconoció el título de Periodista Profesional.

## Biografía

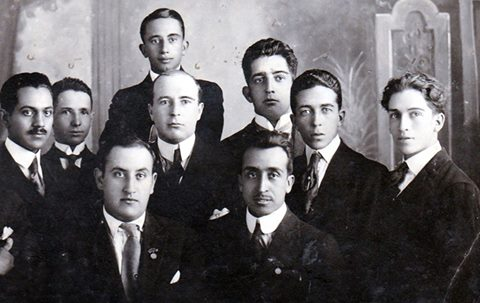
Estudiantes de la Universidad Nacional de Guatemala en 1921. Primero a la derecha se encuentra David Vela.

Perteneció a la «Generación de 1920» y fue coautor del himno universitario La Chalana; fungió como primer presidente de la Asociación de Estudiantes «El Derecho» (1920) y fue uno de los iniciadores del deporte universitario en 1922. También estuvo entre los fundadores de la Universidad Popular en 1922. Sus actividades periodísticas quedaron plasmadas en órganos divulgativos como redactor de El Estudiante, editor y redactor de las revistas Studium (1920) y Electra (1922).
En junio de 1944 fue parte de los 311 ciudadanos que firmaron un memorial solicitando al presidente Jorge Ubico Castañeda la reinstauración de las garantías constitucionales en Guatemala; este documento fue un factor importante en los movimientos populares que concluyeron con la renuncia de Ubico Castañeda el 1.º de julio de 1944.
Perteneció a la Academia Guatemalteca de la Lengua y a la Sociedad de Geográfica e Historia de Guatemala. Sus estudios sobre literatura e historia son fundamentales para analizar la cultura de Guatemala.

## Obras

### Periódicos
Con su hermano, Arqueles Vela, escribió algunos periódicos de corta vida como La Paz, La Palma (1918), y La Ilustración Obrera (1919). Más tarde ingresó en el diario Excélsior (1921), Nuevo Diario (1922) y El Imparcial (1922), del cual se hizo cargo de la dirección después de la muerte de su fundador, Alejandro Córdova en 1944, durante las protestas populares en contra del régimen interino de Federico Ponce Vaides.

### Ensayos
Entre sus obras están:
- Temas Cívicos (1962)
- La Thomasiada de Diego Saénz Ovecurri (1960)
- Historia de la Literatura Guatemalteca, dos tomos
- Barrundia ante el espejo de su tiempo (1956)
- Biografía de la humildad (1961)
- "Plastics Maya" (1967)
- El mito de Colón (1989)
- Páginas vividas (2001)[Nota 3]
- Retóricas de Post-Guerra (2001)[1]

He aquí un extracto de la narración que Vela hace de la Conjuración de Belén en sus momentos previos:
| Poco a poco iba engrosándose el grupo de patriotas, quienes juraban sobre los evangelios mantener su decisión y el secreto. A fines de octubre, ya estaba madurado el plan y acordado el golpe para la fecha de Nochebuena: Barrundia, Yúdice y otros oficiales sublevarían el Batallón del Fijo, habiendo Díaz y Dardón adelantado el soborno o la patriótica adhesión de los sargentos; Díaz y los suyos caerían sobre el alcalde y militares fieles, auxiliado por un retén atraído mediante órdenes supuestas; las puertas de las cárceles se abrirían a los próceres granadinos, concentrando luego toda la fuerza sobre el palacio para aprehender al Capítán General y al Comandante de la guardia, Coronel Lagrava. La independencia sería proclamada y expulsados los chapetones reacios a jurarla; Cárdenas saldría a levantar Quezaltenango y Suchitepéquez; Tot alzaría a la población indígena de Los Altos y Verapaz, donde creía contar con cinco mil adeptos; previniéndose así cualquiera ayuda tardía a Bustamante. Lento era el curso de los días, en tanto que cada quien se cautelaba del espionaje del zonto (Bustamante). Pero en una ciudad pequeña no pueden celebrarse juntas secretas: Bustamante estaba siempre sobre aviso y en esta ocasión tuvo denuncias anónimas, con detalles que hacen suponer la traición. —Tomado de: Vela, D., et al. Próceres de la Independencia Centroamericana Editorial Universitaria Centroamericana, San José. |

## Labor docente
Sirvió cátedras de:
- Literatura Guatemalteca
- Preceptiva Literaria Guatemalteca
- Preceptiva Literaria
- Educación Cívica
- Historia del Arte en Guatemala
- Sociología
- Derecho Civil
- Literatura Española y Americana
- Historia del Derecho Español y Guatemalteco
- Introducción a la Literatura[1]

### La Universidad Popular
Esta institución, fundada en 1922 por un grupo de estudiantes de la Universidad Nacional entre los que se encontraba Vela Salvatierra, estaba encargada de la educación popular, indispensable para sentar las bases de una nueva era educativa. Durante el gobierno del general Lázaro Chacón, sobre todo los primeros años, recibió apoyo e impulso económico y se convirtió en la principal propulsora de los nuevos cambios. Distribuyó libros publicados por el gobierno, abrió sus puertas para que conferencistas nacionales y extranjeros, disertaran temas sobre educación y promovió una campaña, apoyada también por el oficial Diario de Centroamérica a favor de la desanalfabetización.
La Universidad Popular pretendía promover la participación de profesionales, quienes habían sido educados y colocados en la posición privilegiada en la que se encontraban con el dinero del Estado, y quienes, por lo tanto, debían devolverlo en efectivo o con su trabajo. De esta manera, profesionales de varias áreas impartieron clases ad honorem.
Los objetivos fundacionales de la Universidad Popular en Guatemala se centraban en los tres aspectos fundamentales del problema educativo:
1. Enseñar a leer y escribir.
2. Enseñar el círculo de conocimientos generales a aquellas personas que por circunstancias de la fortuna no habían podido adquirirlas.
3. Difundir en el pueblo las nociones más importantes de higiene, de instrucción cívica y moral, para obtener un mejoramiento en las condiciones físicas y espirituales de la gran masa.[Nota 5][7]

La institución fue cerrada en 1932 por el gobierno del general Jorge Ubico y no fue sino hasta 1945 cuando el presidente Juan José Arévalo -uno de sus otrora profesores ad honorem- la reabrió.

## Museo del Libro Antiguo
El museo del Libro Antiguo en la ciudad de Antigua Guatemala fue fundado por Vela Salvatierra y Rigoberto Bran Azmitia el 16 de marzo de 1956; ambos realizaron grandes esfuerzos por preservar estos tesoros impresos.

## Muerte
Falleció en la ciudad de Guatemala, el 14 de febrero de 1992.

## En la Literatura
Es el personaje «Gato Vela» en la novela Viernes de Dolores de Miguel Ángel Asturias.

### Obras de Vela Salvatierra
- {Vela Salvatierra, David (1935). El Hermano Pedro (en la vida y en las letras). Guatemala: Unión Tipográfica.
- ----- (1939). Nuestro Belice. Guatemala: Tipografía Nacional.
- ----- (1944). Literatura guatemalteca. Guatemala: Tipografía Nacional.
- ----- (1953). La marimba: estudio sobre el instrumento nacional. Guatemala: Biblioteca Guatemalteca de Cultura Popular.
- ----- (1954). Martí en Guatemala. Guatemala: Ministerio de Educación Pública.
- ----- (1956). Barrundia: ante el espejo de su tiempo. Guatemala: Universitaria.
- ----- (1958). Un personaje sin novela. México: B. Costa Amic.
- ----- (1959). Orientación y recomendaciones del primer congreso indigenista interamericano. Guatemala: Congreso indigenista interamericano.
- ----- (1960). La imprenta en la Colonia. Guatemala: José de Pineda Ibarra.
- ----- (1960). La Thomasiada de Diego Sáenz Ovecuri. Guatemala: José de Pineda Ibarra.
- ----- (1961). Biografía de la humildad. Guatemala: José de Pineda Ibarra.
- ----- (1962). 12 poemas. Guatemala: Unión Tipográfica.
- ----- (1962). El mito de Colón. Guatemala: Ministerio de Educación Pública.
- ----- (1962). Letras de navidad. Guatemala: Unión Tipográfica.
- ----- (1962). Temas cívicos. Guatemala: José de Pineda Ibarra.
- ----- (1963). Retóricas de post-guerra. Guatemala: José de Pineda Ibarra.
- ----- (1963). Solidaridad. Guatemala: Unión Tipográfica.
- ----- (1967). Plástica Maya: guía para una apreciación. Guatemala: Tipografía Nacional.
- ----- (1979). Versos. Guatemala: Eben Ezer.
- ----- (1980). Un prócer pretérito. Guatemala: José de Pineda Ibarra.
- ----- (1982). También sueños. Guatemala: Universitaria.
- ----- (2001). Páginas vividas. Guatemala: Cultura.